# Aechmea weberbaueri
Aechmea weberbaueri är en gräsväxtart som beskrevs av Hermann August Theodor Harms. Aechmea weberbaueri ingår i släktet Aechmea och familjen Bromeliaceae. Inga underarter finns listade i Catalogue of Life.

## Bildgalleri

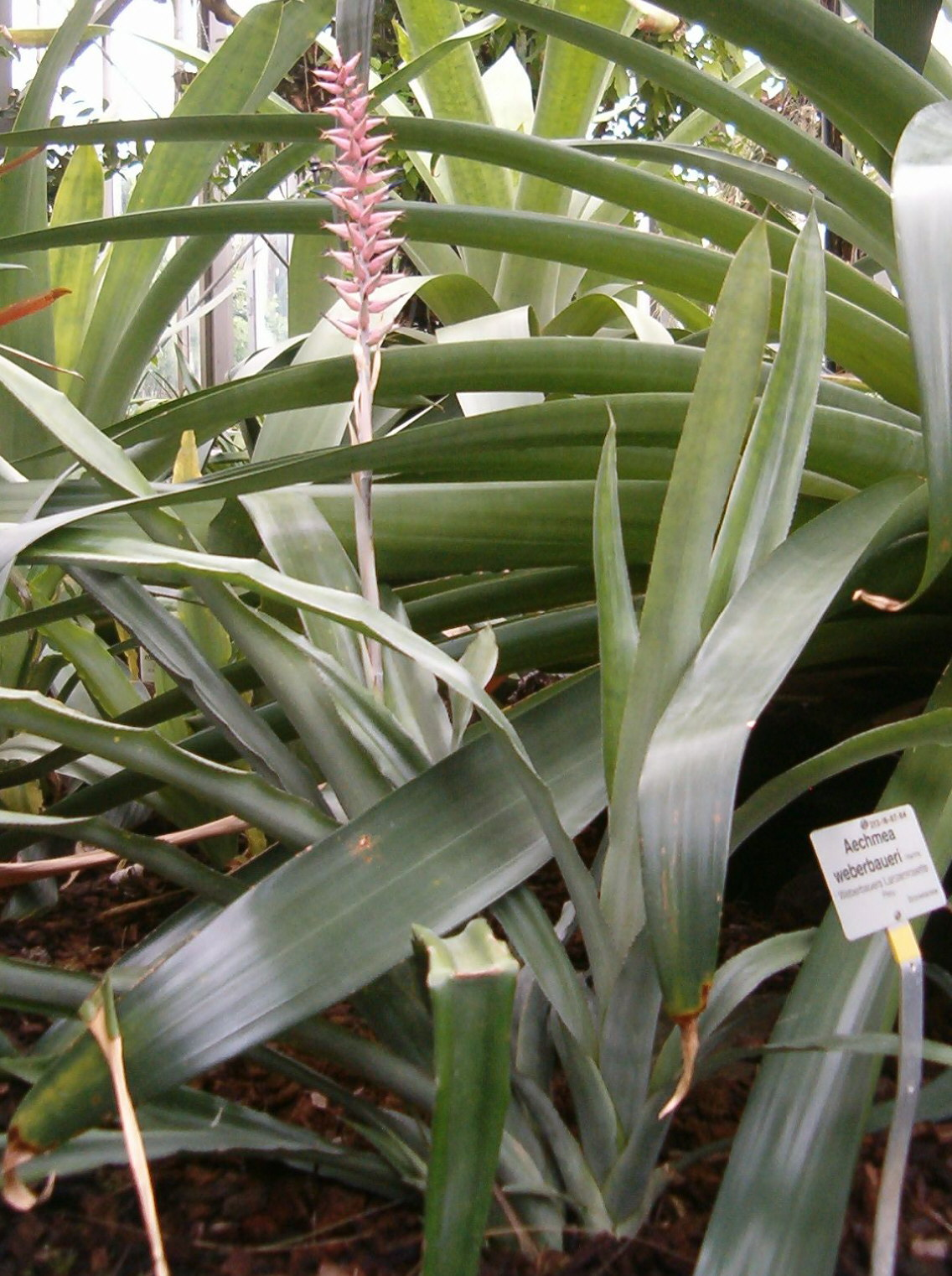
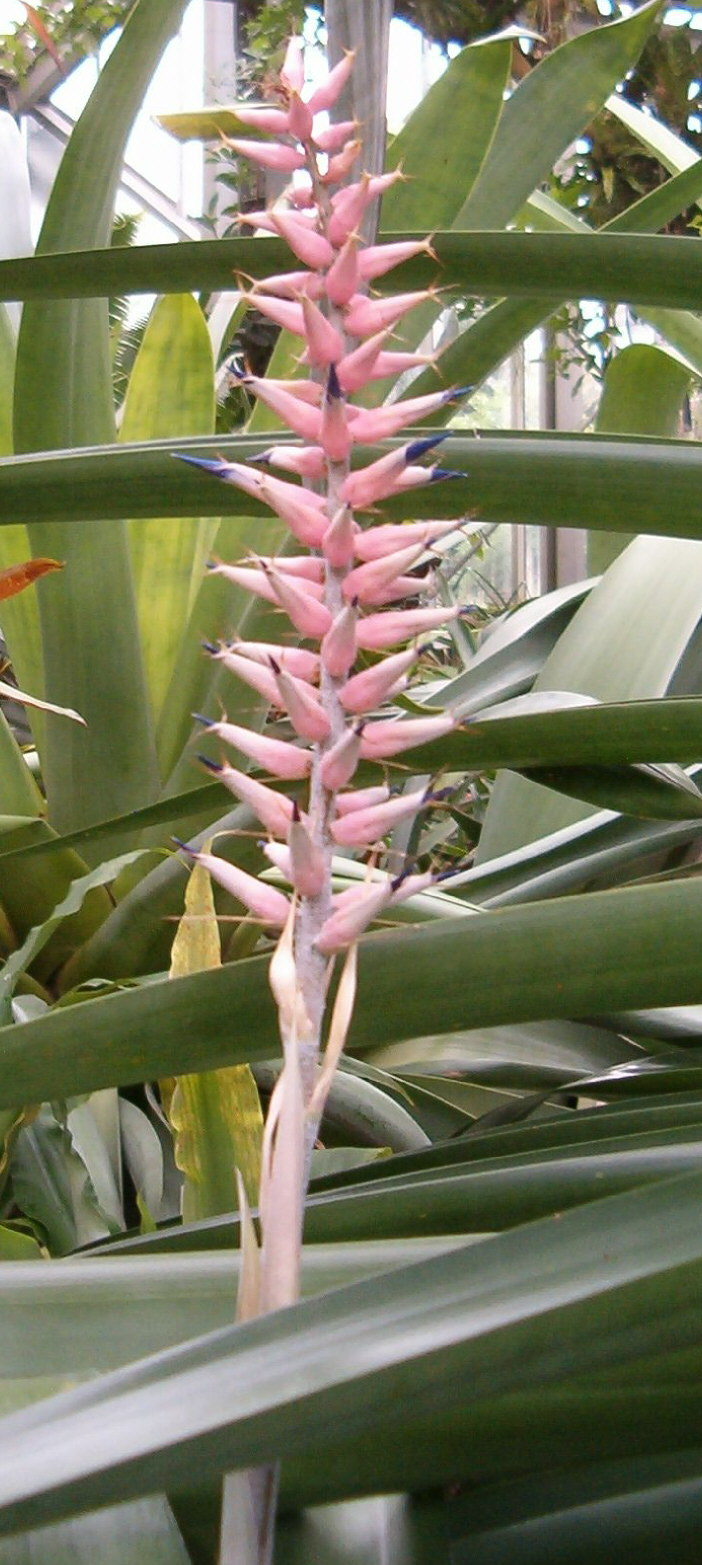